# لوف لاين
لوف لان هو برنامج إذاعي واسع الانتشار يقوم على استقبال الاتصالات في أمريكا الشمالية، ويقدم المشورة في مجالي الطب والعلاقات للمستمعين، بمعونة الضيوف غالبا، فعادةً ما يكونون ممثلين وموسيقيين، وكان مضيفه الخاص خلال معظم فترات إذاعته هو الدكتور درو بينسكي، والذي كان يشكل ثنائيا مع شخصية إذاعية آخرى.

## نبذة
بُث لوف لاين على الهواء من أيام الأحد ممتدا إلى أيام الخميس في الساعة العاشرة منتصف الليل مساء (ومن أيام الاثنين ممتداً إلى أيام الجمعة في الساعة الواحدة حتى الثالثة صباحا حسب المنطقة الزمنية الشرقية)، كانت محطتها الرئيسية KROQ-FM متموقعة في لوس أنجلوس، إذ كانت المجموعة عادة شغالة على موسيقى الروك، والموسيقى البديلة، ومحطات الإذاعة المختصة في حوارات البالغين، وبالإمكان أيضا الاستماع إلى لوف لاين عبر الإنترنت في أي مكان في العالم، من خلال البث عبر مواقع الويب الخاصة بالمحطات التابعة، وانقطع البرنامج الإذاعي في أبريل 2016. بعد فترة توقف، أُعيد تشغيل العرض كَبَث مع آمبر روز والمتخصص الاجتماعي كريس دوناجيو كمضيفين، واستمر تشغيل البودكاست المعاد من 8 سبتمبر 2016 حتى 17 مارس 2018.
وفي 1 نوفمبر عام 2018، أُعيد استئناف لوف لاين على LGBTQ شبكة قناة Q مع الدكتور كريس دوناجيو بصفته مضيفا منفردا، ومتاحا للاستماع من الاثنين حتى الخميس من الساعة السابعة حتى التاسعة مساء حسب التوقيت الشرقي، وقناة Q هي مملوكة لشركة انتيركوم ويمكن الاستماع إليها على القنوات الفرعية لإذاعة HD على تردد مقارب لـ 20 FM في مدينة نيويورك، ولوس أنجلوس، وشيكاغو والأسواق الإعلامية الكبيرة الأخرى،
وخلال قمة شعبيته، غدا لوف لاين برنامجا مزدوجا أيضًا كبرنامج تلفزيوني إسبوعي مباشر خاص بالجمهور على MTV، وقُدم من قبل بينسكي وآدم كارولا إلى جانب مضيف مشارك ثالث،

## تاريخه
استهل لوف لاين البث في عام 1983 كفقرة للمواعدة والعلاقات ليلة الأحد على محطة إذاعة لوس أنجلوس KROQ-FM، وباستضافة المنسقين الموسيقيين جيم ترينتون والملقب ب «بورمان»، وإيغل السويدي (إيغل آلفاكي)، وسكوت ماسون، وبعد انفصال صادم، أعلن ماسون أنه لن يقوم باستضافة العرض بعد الآن،
وفي عام 1984، أضاف ترينتون فقرة بعنوان «اسأل جرّاحا»، باستضافة صديقه درو بينسكي، والذي كان في ذلك الحين طالبًا في السنة الرابعة في كلية الطب بجامعة جنوب كاليفورنيا، وسُبق المقطع الطبي من قبل فقرة قانونية حَينية والتي يحضر فيها محامي معروف باسم «المحامي لي» للإجابة على أسئلة قانونية، فمع تطور لوف لاين وتنامي جمهوره، أضحى بينسكي شخصية عامة بحد ذاته، وابتدئ يشار إليه في العرض بصورة غير رسمية باسم «الدكتور درو»، وصار في نهاية المطاف مستضيفا مشاركا للعرض مع ترينتون، وفي فبراير 1992، توسع العرض من ليالي الأحد حصراً إلى خمس ليالٍ في الأسبوع، ابتداء من الأحد حتى الخميس، وفي أغسطس 1993، استبدل ترينتون بـ منسق الفيديو السابق ل MTV ريكي راتشمان، وانضم آدم كارولا إلى رفقة بينسكي وراتشمان في أكتوبر 1995، في نفس مدة الترويج للبرنامج للمرة الأولى على الصعيد الوطني، وتولى الثلاثي الاستضافة معًا لعدة أشهر، لكن غالبا ما تنافس كارولا وراشتمان على الوقت الخاص بالبث، مما حضّ راشتمان إلى الاستقالة في يناير 1996، ومضى كارولا وبينسكي في استضافة العرض معًا حتى رحيل كارولا في نوفمبر 2005.
تنامت شعبية وانتشار لوف لاين بصورة مثيرة خلال سنوات استضافة بينسكي وكارولا العشر للعرض، وكان بين الاثنان علاقة تفاهم فطرية، حيث أكد كارولا بنبرته المازحة خبرة بينسكي المُبررة فيما يتعلق بهذه العلاقة (أي ينسب الفضل لنفسه في تحصيل بينسكي لهذه الخبرة)، ومعا، رفعا من حجم العرض، إذ قاما بتنمية شهرتهما المتنامية مسبقا بجولات الحوار، وعرض تلفازي على MTV (يتخذ العنوان لوف لاين كذلك), وكتاب، إلى جانب ظهورهما كضيفي شرف في المسلسلات التلفزيونية والأفلام، وفي نوفمبر عام 2005، غادر كارولا لوف لاين للتحضير إلى عرض إذاعي جديد يعرض في صباح اليوم، عرض آدم كارولا، والذي استهل البث في يناير 2006،
وإبان رحيل كارولا، استُبدل مؤقتًا بضيوف مشاهير عدة، وأعرب بعضهم عن رغبته في تولي الوظيفة بصورة دائمة، وأثناء ظهوره الأول في برنامج كارولا الصباحي الجديد، كشف بينسكي أن القائمة المختصرة للمرشحين تضمنت كارسون دالي، وجول مكهيل وداني بونادوس، وستيف أو، ودانيال توش، وفي 23 يوليو 2006، عُين فارس الاسطوانات سترايكر الخاص بـ KROQ-FM كمستضيف مشارك إلى جانب بنسكي،
وفي 22 أبريل 2009، أعلن سترايكر أنه سيغادر العرض نظرا لاستقطاعات مالية على شبكة الإذاعة وست وود الأولى، وآخر ظهور له سيكون في تلك الليلة، وبعد رحيل سترايكر، أدى الاستضافة بالمشاركة عدد من الضيوف المشاهير في وجود درو في المقابل، وفي 11 مارس 2010، أُعلن أن مايك "سايكو مايك" كاثروود من عرض كيفن وبن (The Kevin and Bean Show) سيشارك في استضافة لوف لاين رفقة الدكتور درو،
وبعد تكليف طويل بصفتها مستضيفة بديلة، جُلبت سايمون بيين رسميًا كمضيفة مشاركة في ديسمبر 2011، وكان ذلك عقب اندماج الشبكة الإذاعية وست وود الأولى مع شبكات الأذاعة دايل غلوبال، إذ قُدمت للعرض من قبل الدكتور درو عبر فقرة مغيرو الحياة (Lifechangers)، وهي أول مستضيفة مشاركة أنثى للبرنامج الإذاعي، واعتبارًا من نوفمبر 2012 لم تعد مستضيفة،
وفي 7 ديسمبر 2012، انضم آدم كارولا مجددًا إلى الدكتور درو في فقرة على غرار أسلوب لوف لاين باسم «جولة لم الشمل» (Reunion Tour) حول الولايات المتحدة للترويج للبث الجديد، برنامج آدم والدكتور درو، (The Adam & Dr. Drew Show)
وفي 5 يناير 2015، أطلق كاثروود وبينسكي برنامجًا جديدًا، باسم: الدكتور درو مباشرة في الظهيرة (Dr. Drew Midday Live) رفقة مايك كاثروود على لوس انجلوس KABC، 
وفي 16 مارس 2016، أعلن كاثروود أنه سيغادر البرنامج ليولي تركيزا أكثر في تربية ابنته، وكانت آخر حلقة له في 31 مارس 2016، وبعد مرور شهر، وتحديداً في 21 أبريل، أعلن الدكتور درو أن لوف لاين سوف يُختتم في الأسبوع الموالي، بعد الحلقة المعنية في 28 أبريل، فعاد آدم كارولا إليه كمستضيف مشارك في نهاية البرنامج،
وفي 8 سبتمبر 2016، أعيد تشغيل البرنامج بِعده بثا أسبوعيًا، بتقديم أمبر روز والدكتور كريس دوناجيو بصفتهما مضيفين، وعُينت آن إنغولد منتجة، وأصدرت الحلقة الأخيرة من البث في 8 مارس 2018،
وفي 1 نوفمبر 2018، أعيد تشغيل لوف لاين مجددا، ولكنه هذه المرة علىLGBTQ+ شبكة الإذاعة المنسقة الحوارية Channel Q، ويستضيفه الدكتور كريس دوناجيو، ويُبث من الاثنين حتى الخميس من الساعة السابعة حتى التاسعة مساءً (حسب توقيت المنطقة الزمنية للمحيط الهادئ).

## بنية العمل
يتبع لوف لاين قالب استقبال الاتصالات والأسئلة وتفديم الأجوبة بهدف رئيسي يتمثل في تقديم المعونة لليافعين والبالغين في مشكلات العلاقات والعلاقة الجنسية وإدمان المخدرات من خلال الاستعانة بخبرة بينسكي، متخصص الباطنة والإدمان، إلى جانب الجو الفكاهي مع المعونة الحذقة مقدمة من طرف مستضيف كوميدي، وشرح آدم كارولا دوره بأنه «حمل وديع بعكس ما يظهر منه»، علاوة على ذلك، غالبًا ما تكون الكوميديا ضرورية للحفاظ على الروح المعنوية عالية، حيث يتعامل العرض بصورة متواصلة مع متصلين يعانون من قضايا خطيرة مثل إدمان المخدرات والاعتداء الجنسي والعنف الأسري،
وسيكون البرنامج موجودا للإجابة من حين إلى آخر على المكالمات ذات الطبيعة الطبية العامة، لاسيما في الليالي قليلة الاتصالات أو في حال بدت طبيعة المكالمة غريبة، وأيضًا يُشجيع المستمعين على المشاركة في تسالٍ كثيرة خاصة بلوف لاين. 

## الشخصيات

### المستضيفون المنتظمون
- درو بينسكي (ديسمبر 1984 - 28 أبريل 2016)
- جيم «ذا بورمان» ترينتون (1983 - أغسطس 1993)
- «السويدي» إيغل آلفيك (1983-1990)
- سكوت ميسون (1983-1987)
- المحامي لي «هارفي» ألبرت (1986-1989)
- ريكي راتشتمان (أغسطس 1993 - 17 يناير 1996)
- آدم كارولا (أكتوبر 1995 - 3 نوفمبر 2005)
- سترايكر (23 يوليو 2006-22 أبريل 2009)
- مايكل كاثروود (21 مارس 2010-31 مارس 2016)
- سيمون بيين (6 ديسمبر 2011-11 نوفمبر 2012)
- أمبر روز (8 سبتمبر 2016-17 مارس 2018)
- كريس دوناجيو (8 سبتمبر 2016-17 مارس 2018)

### عمليات اتخاذ الأدوار المنتظمة
بينسكي هو المسؤول (في الحالات الطبية الجسدية) أو سايكو مايك (في حالات المضيف المشارك الكوميدي المعتاد)،
- د. غاري التر: «دكتور ألتر» («دكتور واك إن ساك، دكتور ألتر مين»)
- نيكول الفاريز: منسقة موسيقية على KROQ-FM
- David Alan Grier : ضيف مشهور ومتواتر الظهور، يشار إليه أحيانًا باسم «المستضيف الثالث» لـ لوف لاين أو داغ (DAG)
- الدكتور أُحد بن يهودا: «دكتور بن» (أمراض النساء والولادة والعقم والولادة عالية الخطورة)
- دكتور مارسيل دانيلز: «دكتور مارسيل»
- دكتور بروس هيشوبر: «دكتور بروس» (إيتشابود بروس، دكتور سباز)
- دكتور بروس هنسل: «دكتور بروس»
- دكتور ريف كريم: «دكتور ريف»
- د. روبرت راي: «دكتور 90210» جراح اختصاصي تجميل من بيفرلي هيلز
- ترينا دولينز: المضيفة السابقة لأكاديمية VH1's Tool ومعالجة للأزواج
- إميلي مورس: «الجنس مع إميلي»

### المنتجون
- آن ويلكنز إنغولد (1988-28 أبريل 2016)
- لورين (منتجة مبتدئة) (2002 - 20 ديسمبر 2007)

### مهندسو الإذاعة
كان للبرنامج العديد من المهندسين الذين طوروا من ظهورهم الخاص على الهواء على مر السنين، سواء أكان ذلك عبر حوارات مع مستضيفين وضيوف أو «مقتطفات إذاعية» معينة ينتجونها عادةً من مقاطع من العروض السابقة،
- مايك دولي (أكتوبر 1995 - 20 يونيو 1999) ("Dooley"، "The One-Nut Wonder" أنتج "The Drew Shuffle" و "The Drew Boogie")
- أندرسون كوان (21 يونيو 1999-28 أبريل 2016) ("The Magic Fingered One"، "Liberace of the Potentiometers" أنتج "Millionaire"، PAB ، ومستضيف مشارك في "The After Disaster"
- داميون ستيفنز (2000–2002)
- كريس بيريز (2003–2005)
- ميشيل (2004–نوفمبر 2005) (غادرت للالتحاق بعرض آدم كارولا)

الجدول الزمني

## الروابط الإعلامية والتأثير الثقافي
وعرضت نسخة تلفزيونية من لوف لاين على MTV بدءا من 1996 حتى 2000؛ والتي أنتجت من طرف شركة ستون ستانلي للترفيه، فاتبعت نفس القالب العام للبرنامج الإذاعي ولكنها تميزت بجمهور مباشر ومضيفة مشاركة إلى جانب بينسكي وكارولا، وشُغر دور المضيفة المشاركة الأنثى على امتداد المسلسل من قبل منسقة الفيديو الخاصة بـ MTV آيدالس، إلى جانب الممثلات كريس مكغاها، وكاثرين مكورد، وديان فار والكوميدية لورا كايتلينغر، وصُور لوف لاين التلفزيوني في استوديوهات هوليوود سنتر، 
وكتاب الدكتور درو وآدم: دليل للبقاء فيم يخص الحياة والحب، وهو كتاب إرشادي مكتوب بلغة أشبه بالعرض الإذاعي، إذ صدر في عام 1998.
ولقد أخرج هذا المسلسل التلفزوني أيضا عددا من الألعاب التي استوحت استلهامها من لوف لاين والتي أُتي على ذكرها في البرنامج   
وبالإمكان رؤية إشارة مبطنة بشكل رفيع تشير إلى لوف لاين في فيلم هيذرز عام 1989 في خضم مشهد يعرض برنامجًا للإرشاد الإذاعي يسمى هوت بروبس لا يستضيفه سوى جيم ترينتون، مضيف سابق لـ لوف لاين 

### المستضيفات المشاركات الإناث في عرض لوف لاين الخاص بـ MTV
- كريس مكغاها (1996-1997)
- لورا كايتلينجر (1997)
- لو ثورنتون (1997)
- كارمن إلكترا (1997)
- إيداليس ديليون (1997)
- ديان فار (1998)
- كاثرين مكورد (1999-2000)
- دونا د إريكو (لوف لاين: عش في تايمز سكوير) (2000)

## روابط خارجية
- الموقع الرسمي
- لوف لاين  في قاعدة بيانات الأفلام على الإنترنت (بالإنجليزية)
- Loveline: Live in Times Square  في قاعدة بيانات الأفلام على الإنترنت (بالإنجليزية)